# مقاطعة وايز (تكساس)
مقاطعة وايز (بالإنجليزية: Wise  County)‏ هي إحدى المقاطعات في ولاية تكساس، الولايات المتحدة الأمريكية.

## أعلام
- جاكي ريد